# Kampung Solok
Kampung Solok is een bestuurslaag in het regentschap Tapanuli Tengah van de provincie Noord-Sumatra, Indonesië. Kampung Solok telt 1027 inwoners (volkstelling 2010).